# الثورة البوليفارية
يشير مصطلح «الثورة البوليفارية» إلى السياسات اليسارية الحركة الاجتماعية والعمليات السياسية في فنزويلا بقيادة الرئيس الفنزويلي هوجو شافيز، مؤسس حركة الجمهورية الخامسة (والتي حل محلها الحزب الاشتراكي الموحد في فنزويلا في عام 2007). وسُميت «الثورة البوليفارية» باسم سيمون بوليفار، الزعيم الثوري الذي عاش في بداية القرن التاسع عشر وهو فنزويلي من أمريكا اللاتينية وهو معروف في حروب الاستقلال الإسبانية الأمريكية من أجل استقلال غالبية دول شمال أمريكا اللاتينية التي كانت تخضع للحكم الإسباني. ووفقا لشافيز وغيره من المؤيدين، فإن «الثورة البوليفارية» تسعى لبناء حركة جماهيرية لتطبيق المذهب البوليفاري - الديمقراطية الشعبية والاستقلال الاقتصادي والتوزيع العادل للعائدات ووضع حد للفساد السياسي - في فنزويلا. حيث يفسرون أفكار بوليفار من منظور اشتراكي.
أعلن تشافيز في عيد ميلاده 57، بينما أعلن أنه عولج من السرطان، أنه قد غير شعار الثورة البوليفارية من «الوطن الأم أو الاشتراكية أو الموت» إلى «الاشتراكية والوطن والنصر، سنحيا وسنحقق الانتصارات.»
اعتبارًا من عام 2018، شغل مرشحو الحزب الاشتراكي الموحد (بّي إس يو في) الغالبية العظمى من المكاتب البلدية والحاكمية، في حين فاز تحالف الوحدة الديمقراطي المعارض (إم يو دي) بثلثي المقاعد البرلمانية في عام 2015. أدى العداء السياسي بين الحزب الاشتراكي الموحد والحزب الديمقراطي الوطني المعارض إلى عدة حوادث، إذ تحولت المظاهرات الموالية للحكومة والمعارضة لها إلى أعمال عنف، وقُتل ما يقدر بنحو 150 فردًا نتيجة لذلك في عام 2017. بالإضافة إلى ذلك، ظهرت مزاعم متعلقة بسجن شخصيات معارضة وظهرت معها مزاعم أخرى معاكسة، وادعت الحكومة أن وضعهم السياسي لا يعيق الملاحقة القضائية للجرائم التي أدينوا بها ولا يستدعيها، في حين زعمت المعارضة أن هذه الاعتقالات والتهم ذات دوافع سياسية.
منذ وفاة هوغو تشافيز واستيلاء نيكولاس مادورو على السلطة، بدأت الثورة في التراجع وتدهور الوضع السياسي والاقتصادي في فنزويلا بسرعة.

## خلفية
ترك سيمون بوليفار بصمة طويلة الأمد في تاريخ فنزويلا على وجه الخصوص، وتاريخ أمريكا الجنوبية عمومًا.
حين كان هوغو شافيز طالبًا عسكريًا، كان «محتفلًا بقصة العاطفة البوليفارية». اعتمد شافيز على أفكار بوليفار وعلى بوليفار نفسه لاحقًا كرمز مشهور في مسيرته العسكرية، إذ جمع الحركة البوليفارية الثورية 200 التي أصبحت وسيلة لمحاولة الانقلاب عام 1992.
كانت أمريكا الجنوبية في أواخر ثمانينيات وأوائل تسعينيات القرن الماضي تتعافى حديثًا من أزمة ديون أمريكا اللاتينية في منتصف الثمانينيات، وتبنت العديد من الحكومات سياسات التقشف والخصخصة لتمويل قروض صندوق النقد الدولي (آي إم إف). بعد نهاية الحرب الباردة وسقوط الديكتاتوريات العسكرية في البرازيل والأرجنتين وتشيلي وأوروغواي، عارضت الحركات الاجتماعية ومنها التيارات العمالية والسكان الأصليين التقشف ودعوا إلى الإعفاء من الديون، ما أدى في بعض الأحيان إلى صدامات مع الدولة (انظر كاراكازو وانقلاب الإكوادور عام 2000). في هذا السياق، فاز شافيز والحركة البوليفارية الثورية 200 (بصفتها الحركة الجمهورية الخامسة) في انتخابات عام 1998، وشرعوا في العملية التأسيسية التي نتج عنها الدستور الفنزويلي لعام 1900.

## السياسات
نشرت إدارة شافيز برامج الرفاهة الاجتماعية والوطنية (Misiones أو «البعثات») تسمى البعثات البوليفارية.

## الدولانية
تحت رعاية شافيز أعادت «الثورة البوليفارية» التركيز على السياسة الخارجية لفنزويلا في اقتصاد أمريكا اللاتينية التكامل الاقتصادي والاجتماعي في أمريكا اللاتينية من خلال سن اتفاقات التجارة الثنائية والمعونة المتبادلة، بما في ذلك ما يسمى «دبلوماسية النفط» والتي وفرت النفط الرخيص للدول المجاورة الفقيرة. وعادة ما يصور شافيز أهداف حركته بأنها صراع مستعصٍ على الحل مع الاستعمار الجديد والليبرالية الجديدة.

## وصلات خارجية
- Schuyler, George W. (The Policy Studies Organization) Health and Neoliberalism: Venezuela and Cuba. Retrieved 18 Oct 2005.
- (بالإسبانية) Gobierno en Línea: Misiones &mdash; Official government website detailing the Bolivarian Missions.
- Richard Gott, الغارديان, 30 May 2005, Chávez leads the way
- Christian Parenti, The Nation, 11 April 2005, “Hugo Chávez and Petro Populism”
- (بالإسبانية) Gobierno en Línea: Misiones &mdash; Official government website detailing the Bolivarian Missions.
- (بالإسبانية) Misión Barrio Adentro &mdash; Official government Mission Barrio Adentro web portal.
- (بالإسبانية) Instituto Nacional de Estadística &mdash; Venezuela's National Institute of Statistics; has web several portals for accessing demographic and economic data related to the impact of Bolivarian Missions.
- (بالإسبانية) Barrio Adentro &mdash; Official government dossier on Barrio Adentro (in Spanish)
- (بالإسبانية) Aló Presidente 225 &mdash; Video of a July 2005 episode of هوغو تشافيز's talkshow Aló Presidente that features an eight-hour tour of a new Barrio Adentro II CDI (Centros de Diagnóstico Integral) in Maturín, Monagas state, Venezuela.
- (بالإسبانية) Programa Nro. 225 - Aló Presidente &mdash; Transcript of Aló Presidente 225.
- Venezuela's Cooperative Revolution from Dollars & Sense magazine
- Exploring the Dialectic of the Bolivarian Revolution by Monthly Review
- Gott, Richard. الغارديان, 25 Aug 2005. Two fingers to America.
- Wilpert, Gregory. Venezuelanalysis, 11 Nov 2003. “Venezuela’s Missions to Fight Poverty”.
- Jorge Martin, “While Bush prevaricates, Venezuela offers help to US poor”. In Defense of Marxism. 2 September 2005